# Ішага
Іша́га (рос. Ишага) — село у складі Нерчинсько-Заводського району Забайкальського краю, Росія. Входить до складу Аргунського сільського поселення.

## Населення
Населення — 169 осіб (2010; 302 у 2002).
Національний склад (станом на 2002 рік):
- росіяни — 97 %